# Jiangsu Zuqiu Julebu (femminile)
Lo Jiangsu Zuqiu Julebu (江苏足球俱乐部S, Jiāngsū Zúqiú JùlèbùP, e citato anche con Jiangsu Ladies Football Club), meglio noto come Jiangsu Ladies, è una squadra di calcio femminile cinese, sezione femminile dell'omonimo club con sede nella città di Nanchino.
La squadra, fondata nel 1998 come Jiangsu Huatai, ha assunto l'attuale denominazione dopo l'acquisizione da parte della Jiangsu e nella stagione 2018 milita in Super League, il livello di vertice del campionato cinese femminile di calcio.

## Storia
La squadra fu fondata originariamente nel 1998 su iniziativa del governo provinciale e dell'Ufficio sportivo provinciale, e iscritta all'allora Chinese Women's Premier Football League riuscì a passare dal nono posto del 2001, e dopo che venne ridenominato Women's Super League al quarto nel 2005, al secondo del 2008 e vincendo il campionato nel 2009.
Tra le stagioni 2011 e 2014 il torneo venne ridesignato Women's National Football League, interrompendo la procedura di promozione e retrocessione da e verso la serie cadetta a causa della mancanza di squadre e di calciatrici disponibili. In questo periodo la squadra raggiunge il miglior risultato nel 2012, classificandosi seconda alle spalle delle campionesse del Dalian Shide ripetendo i piazzamenti dell'edizione 2008.
Negli anni la squadra ha fornito alla nazionale di calcio femminile della Cina più di una giocatrice, tra le quali le più rappresentative sono Song Xiaoli, Zhang Yanru, Weng Xinzhi, Zhou Gaoping e Ma Jun.
Dal 2015 la federazione calcistica della Cina decise di rilanciare il torneo, ritornando alla designazione Women's Super League ricostituendo una seconda divisione affiliata, la CWFL.
Nel marzo 2016 Suning Commerce Group annuncia di aver acquisito la proprietà della squadra rendendola la sezione femminile del Jiangsu Suning maschile. Nell'ambito di migliorare il proprio organico la dirigenza della società convince Isabell Herlovsen, nazionale norvegese nonché quattro volte campionessa di Norvegia con il LSK Kvinner e capocannoniere della Toppserien 2016, a trasferirsi allo Jiangsu Suning, dove trovo l'altra straniera della squadra, la brasiliana Gabi Zanotti, operazione che si rivela positiva conquistando il terzo posto al termine della stagione 2017. Per la stagione 2018 sottoscrive un contratto con la nazionale malawiana Tabitha Chawinga prelevata questa volta dal campionato svedese e che nonostante si laurei capocannoniere della Damallsvenskan 2017 con 26 reti all'attivo, non riesce ad evitare la retrocessione del Kvarnsvedens IK. Con il nuovo arrivo la società fa un ulteriore salto di qualità, con Chawinga al vertice della classifica delle marcatrici già a metà campionato.
Il 28 febbraio 2021, la società madre Suning Holdings Group ha annunciato che le attività sarebbero cessate immediatamente al fianco delle squadre maschili e giovanili. La proprietà del Ladies Football Club è stata restituita all'Amministrazione dello Sport di Jiangsu.

## Stadio
Lo stadio ufficiale del club è il Wutaishan Stadium, impianto capace di 22 000 posti e parte del Wutaishan Sports Center di Nanchino.

## Palmarès
- Campionato cinese: 2

2009 (come Jiangsu Huatai), 2019

## Organico

### Rosa
| N. |  | Ruolo | Calciatrice |
| -- |  | ----- | ----------- |

| N. |  | Ruolo | Calciatrice |
| -- |  | ----- | ----------- |